# 曼徹斯特 (阿拉巴馬州)
曼徹斯特（英語：Manchester）是位於美國阿拉巴馬州沃克縣的一個非建制地區。該地的面積和人口皆未知。

## 地理
曼徹斯特的座標為33°54′23″N 87°18′05″W / 33.90639°N 87.30139°W，而該地的平均海拔高度為141米（即463英尺）。